# Baptiste Giabiconi
Baptiste Giabiconi (Marseille, 9 november 1989) is een Frans model en zanger.
Giabiconi werd in een sportschool ontdekt en werd kort daarop geboekt voor een zonnebrilcampagne van Karl Lagerfeld. In 2009 verscheen hij in tijdschriften zoals Vogue, V Man, Wallpaper Magazine, Elle, Purple Fashion, V Magazine, Harper's Bazaar en Marie Claire. Ook verscheen hij in grote campagnes van Chanel, Giorgio Armani en andere modehuizen. Op de website Models.com stond hij enige tijd op de eerste plaats in de Top 50 beste modellen, in 2009 was hij het best betaalde mannelijke model ter wereld.

## Discografie
- 2012: Oxygen
- 2014: Un homme libre